# Erik Paulsen (Politiker)

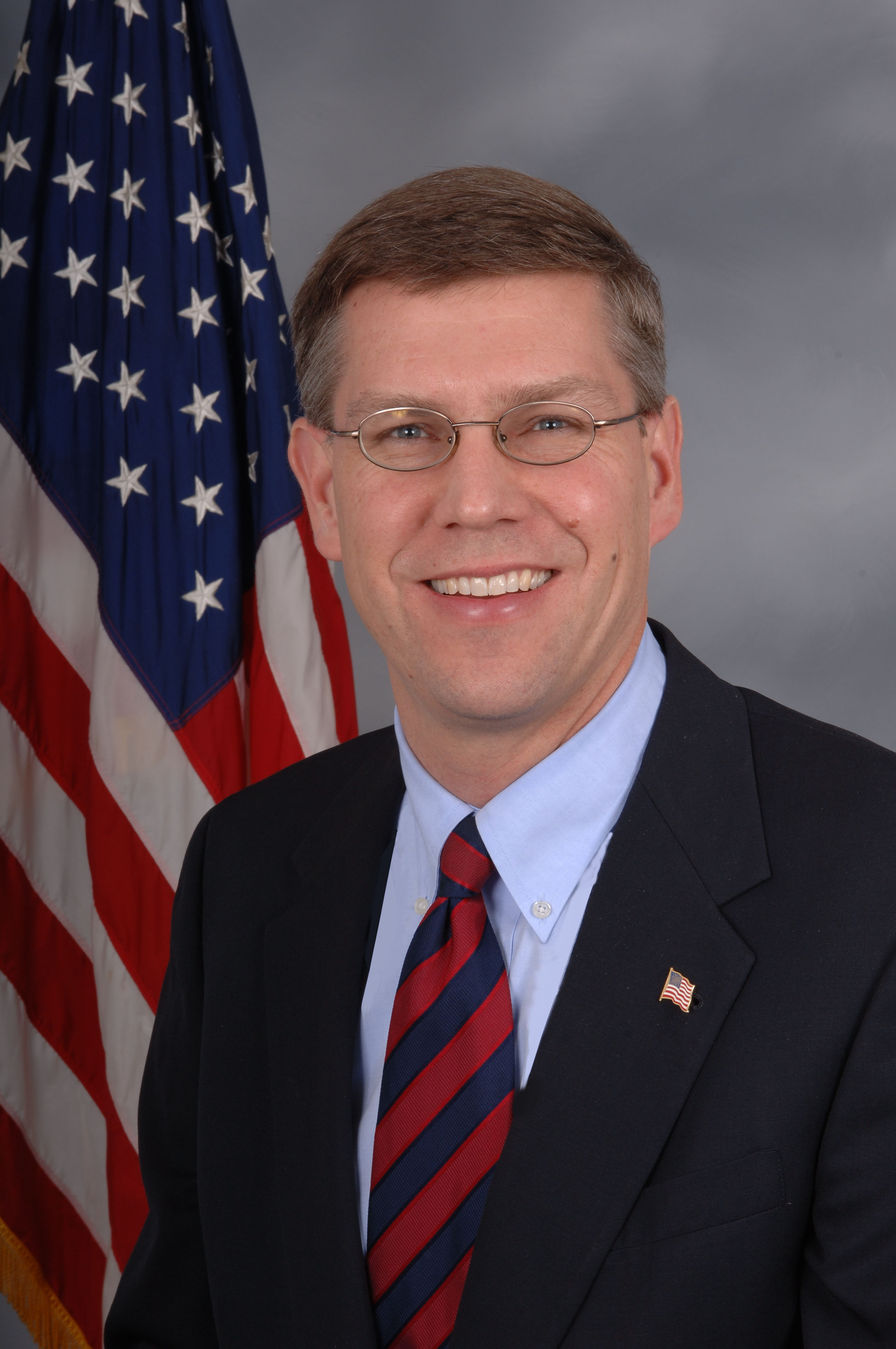
Erik Paulsen

Erik Paulsen (* 14. Mai 1965 in Bakersfield, Kalifornien) ist ein US-amerikanischer Politiker der Republikanischen Partei. Von 2009 bis 2019 vertrat er den 3. Kongresswahlbezirk Minnesotas im Repräsentantenhaus der Vereinigten Staaten.

## Familie, Ausbildung und Beruf
Erik Paulsen wurde in Kalifornien geboren, wuchs aber in Minneapolis (Minnesota) auf. Dort besuchte er die öffentlichen Schulen einschließlich der Chaska High School, die er im Jahr 1983 abschloss. Am St. Olaf College in Northfield studierte er Mathematik und schloss dort 1987 ab. Anschließend war er als Geschäftsmann tätig, unter anderem als Marketeer bei CVN und als Analyst bei der Target Corporation.
Paulsen lebt in Eden Prairie, Minnesota. Mit seiner Frau Kelly hat er vier Kinder. Er ist Lutheraner.

## Politische Laufbahn
Paulsen arbeitete 1987 im Wahlkampfstab des US-Senators Rudy Boschwitz und danach für den Kongressabgeordneten Jim Ramstad. Zwischen 1995 und 2008 war er Abgeordneter im Repräsentantenhaus von Minnesota und leitete dort von 2002 bis 2006 die republikanische Fraktion als Majority Leader. Außerdem war er Mitglied in mehreren Ausschüssen. Im Jahr 2008 war er Redner bei der Republican National Convention in Saint Paul, auf der Senator John McCain als Präsidentschaftskandidat nominiert wurde.
Bei der Wahl 2008 wurde Paulsen im 3. Kongresswahlbezirk Minnesotas in das US-Repräsentantenhaus in Washington, D.C. gewählt. Dort trat er am 3. Januar 2009 die Nachfolge Jim Ramstads an, der seine Kandidatur maßgeblich unterstützt hatte. Paulsen war zeitweise Mitglied des Ausschusses für Finanzdienstleistungen und dreier Unterausschüsse. Später wurde er Mitglied im Committee on Ways and Means. Er stimmte gegen die Gesundheitsreform von Präsident Barack Obama (Patient Protection and Affordable Care Act) und lehnte auch andere Gesetzesvorschläge der von den Demokraten geführten Bundesregierung ab.
Paulsen wurde viermal wiedergewählt. Bei der Halbzeitwahl in Donald Trumps erster Präsidentschaft unterlag Paulsen im November 2018 dem Demokraten Dean Phillips. Der Wahlkampf war der kostspieligste um ein Kongressmandat in Minnesota und hatte den umstrittenen Präsidenten zum Thema, der im Wahlkreis bei der Präsidentschaftswahl 2016 mit knapp zehn Prozentpunkten Rückstand unterlegen war. Erstmals nach 60 Jahren verloren die Republikaner dieses Mandat, das die westlichen Vorstädte der Twin City repräsentiert und damit viele wohlhabende, gut ausgebildete Wähler, die unter Trump von den Republikanern mehrheitlich zu den Demokraten wechselten. Nachdem sich Paulsen von Trump zu distanzieren versucht hatte, sendete dieser kurz vor der Wahl über Twitter eine Unterstützungserklärung, was laut dem Journalisten Tim Alberta bewusst zur Schädigung Paulsens geschah. Paulsens Mandat endete am 3. Januar 2019.

## Belege
1. ↑  Erik Paulsen’s Biography. In: Vote Smart.
2. ↑  Kelly Smith, Eric Roper: Dean Phillips defeats Rep. Erik Paulsen for Third District seat, which was Minnesota's most expensive House race. In: The Star Tribune, 7. November 2018.
3. ↑  Nathan L. Gonzalez: Trump Admits He was a Liability in 2018. In: Inside Elections, 24. Juli 2019.

| Personendaten    | Personendaten               |
| ---------------- | --------------------------- |
| NAME             | Paulsen, Erik               |
| KURZBESCHREIBUNG | US-amerikanischer Politiker |
| GEBURTSDATUM     | 14. Mai 1965                |
| GEBURTSORT       | Bakersfield, Kalifornien    |